# 傅子和
傅子和（1915年—1984年12月31日），男，山西永济人，中华人民共和国政治人物，曾任陕西省人民委员会副省长，中华人民共和国国家计划委员会副主任。